# Friedrich Wichtl
Friedrich Wichtl (15. března 1872 Vídeň – 29. července 1922 Vídeň) byl rakouský právník, pedagog a politik, na počátku 20. století poslanec Říšské rady.

## Biografie
Vychodil základní školu, gymnázium a absolvoval vysokoškolská studia práv. Profesí byl právníkem. Vydával učebnice práv pro svůj vlastní školský ústav. Byl zakladatelem a ředitelem První rakouské privátní právní školy ve Vídni. Byl aktivní i politiky. Předsedal pobočce spolku Bund der Deutschen in Niederösterreich ve vídeňské čtvrti Josefstadt.
Reichsratsabgeordneter 1911.
Na počátku 20. století se zapojil i do celostátní politiky. Ve volbách do Říšské rady roku 1911 byl zvolen do Říšské rady (celostátní zákonodárný sbor) za obvod Čechy 94. Usedl do poslaneckého klubu Německý národní svaz, v jehož rámci reprezentoval Německou radikální stranu. Ve vídeňském parlamentu setrval do zániku monarchie.Profesně byl k roku 1911 uváděn jako vlastník a ředitel První rakouské privátní právní školy.
Po válce zasedal v letech 1918–1919 jako poslanec Provizorního národního shromáždění Německého Rakouska (Provisorische Nationalversammlung).
Počátkem 20. let ho český tisk uvádí mezi stoupenci restaurace Habsburků (Karel I.) a odpůrce spojení Rakouska s Německem.